# Бадия-Павезе
Бадия-Павезе (итал. Badia Pavese) — коммуна в Италии, находится в регионе Ломбардия, в провинции Павия.
Население составляет 427 человек (2008), плотность населения составляет 85 чел./км². Занимает площадь 5 км². Почтовый индекс — 27017. Телефонный код — 0382.
Покровителем коммуны почитается святой Иоанн Предтеча, празднование 24 июня.

## Демография
Динамика населения:

## Администрация коммуны
- Официальный сайт: